# شکست محاصره قصر باهلی
شکست محاصره قصر باهلی شکست موفقیت‌آمیز محاصره نظامی ترکان تورگش و آزادسازی پادگان قصر باهلی در نزدیکی سمرقند بود. لشکریان مسلمان که فرستاده حاکم اموی خراسان بودند، به فرماندهی مصیب بن بشر ریاحی توانستند محاصره را بشکنند و ساکنان آن را به سلامت تا سمرقند همراهی کنند.
این محاصره آغاز حمله تورگش به فرارود بود، که اخیراً اعراب آن را به دست آورده بودند و این منطقه در دو دههٔ پس از آن به میدان جنگ میان دو امپراتوری تبدیل شد.